# 長屯站
長屯站（韓語：장둔역）是位于朝鮮民主主義人民共和國黃海南道碧城郡的一個鐵路車站。屬於甕津線。

## 邻近车站
甕津線
紫陽站 - 長屯站 - 新康翎站